# Coppa del Mondo di sci alpino 1970
La Coppa del Mondo di sci alpino 1970 fu la quarta edizione della manifestazione organizzata dalla Federazione internazionale sci; ebbe inizio il 10 dicembre 1969 a Val-d'Isère, in Francia, e si concluse il 15 marzo 1970 a Voss, in Norvegia. Nel corso della stagione si tennero in Val Gardena i Campionati mondiali di sci alpino 1970 i cui risultati, ad esclusione della combinata, furono validi per le classifiche della Coppa del Mondo.
In campo maschile furono disputate 28 gare (6 discese libere, 11 slalom giganti, 11 slalom speciali), in 15 diverse località. L'austriaco Karl Schranz si aggiudicò sia la Coppa del Mondo generale, sia la quella di discesa libera (quest'ultima a pari merito con il connazionale Karl Cordin); l'italiano Gustav Thöni vinse la Coppa di slalom gigante e i francesi Alain Penz e Patrick Russel, a pari merito, quella di slalom speciale. Schranz era il detentore uscente della Coppa generale.
In campo femminile furono disputate 26 gare (5 discese libere, 9 slalom giganti, 12 slalom speciali), in 13 diverse località. Atlete francesi si aggiudicarono tutte le Coppe: Michèle Jacot quella generale e quella di slalom gigante (quest'ultima a pari merito con Françoise Macchi), Isabelle Mir quella di discesa libera e Ingrid Lafforgue quella di slalom speciale. L'austriaca Gertrud Gabl era la detentrice uscente della Coppa generale.

## Uomini

### Risultati
| Data                                   | Località               | Nazione        | Pista               | Spec. | Primo            | Secondo              | Terzo             |
| -------------------------------------- | ---------------------- | -------------- | ------------------- | ----- | ---------------- | -------------------- | ----------------- |
| 11 dicembre 1969                       | Val-d'Isère            | Francia        | Oreiller-Killy      | GS    | Gustav Thöni     | Patrick Russel       | Jean-Noël Augert  |
| 14 dicembre 1969                       | Val-d'Isère            | Francia        | Oreiller-Killy      | DH    | Malcolm Milne    | Jean-Daniel Dätwyler | Karl Schranz      |
| 20 dicembre 1969                       | Lienz                  | Austria        |                     | GS    | Patrick Russel   | Gustav Thöni         | Jakob Tischhauser |
| 21 dicembre 1969                       | Lienz                  | Austria        |                     | SL    | Jean-Noël Augert | Herbert Huber        | Spider Sabich     |
| 4 gennaio 1970                         | Bad Hindelang          | Germania Ovest | Oberjoch            | SL    | Gustav Thöni     | Patrick Russel       | Jean-Noël Augert  |
| 5 gennaio 1970                         | Adelboden              | Svizzera       | Chuenisbärgli       | GS    | Karl Schranz     | Sepp Heckelmiller    | Dumeng Giovanoli  |
| 10 gennaio 1970                        | Wengen                 | Svizzera       | Lauberhorn          | DH    | Henri Duvillard  | Karl Cordin          | Heini Messner     |
| 11 gennaio 1970                        | Wengen                 | Svizzera       | Männlichen/Jungfrau | SL    | Patrick Russel   | Dumeng Giovanoli     | Henri Bréchu      |
| 17 gennaio 1970                        | Kitzbühel              | Austria        | Ganslern            | GS    | Dumeng Giovanoli | Andrzej Bachleda     | Karl Schranz      |
| 18 gennaio 1970                        | Kitzbühel              | Austria        | Ganslern            | SL    | Patrick Russel   | Gustav Thöni         | Jean-Noël Augert  |
| 20 gennaio 1970                        | Kranjska Gora          | Jugoslavia     | Bedanec             | GS    | Dumeng Giovanoli | Patrick Russel       | Georges Mauduit   |
| 23 gennaio 1970                        | Megève                 | Francia        | Rochebrune          | DH    | Karl Schranz     | Heini Messner        | Henri Duvillard   |
| 25 gennaio 1970                        | Megève                 | Francia        |                     | SL    | Patrick Russel   | Alain Penz           | Henri Bréchu      |
| 29 gennaio 1970                        | Madonna di Campiglio   | Italia         | 3-Tre               | GS    | Gustav Thöni     | Dumeng Giovanoli     | Jean-Noël Augert  |
| 30 gennaio 1970                        | Madonna di Campiglio   | Italia         | 3-Tre               | GS    | Gustav Thöni     | Edmund Bruggmann     | Jean-Noël Augert  |
| 31 gennaio 1970                        | Madonna di Campiglio   | Italia         | 3-Tre               | SL    | Henri Bréchu     | Gustav Thöni         | Dumeng Giovanoli  |
| 1º febbraio 1970                       | Garmisch-Partenkirchen | Germania Ovest | Kandahar            | DH    | Karl Schranz     | Karl Cordin          | Franz Vogler      |
| Campionati mondiali di sci alpino 1970 |                        |                |                     |       |                  |                      |                   |
| 8 febbraio 1970                        | Val Gardena            | Italia         | Ronc                | SL    | Jean-Noël Augert | Patrick Russel       | Billy Kidd        |
| 10 febbraio 1970                       | Val Gardena            | Italia         | Ciampinoi           | GS    | Karl Schranz     | Werner Bleiner       | Dumeng Giovanoli  |
| 15 febbraio 1970                       | Val Gardena            | Italia         | Saslong             | DH    | Bernhard Russi   | Karl Cordin          | Malcolm Milne     |
| 21 febbraio 1970                       | Jackson Hole           | Stati Uniti    | Rendezvous Peak     | DH    | Karl Cordin      | Bernard Orcel        | Henri Duvillard   |
| 22 febbraio 1970                       | Jackson Hole           | Stati Uniti    |                     | SL    | Alain Penz       | Henri Bréchu         | Gustav Thöni      |
| 27 febbraio 1970                       | Whistler               | Canada         |                     | GS    | Alain Penz       | Werner Bleiner       | Patrick Russel    |
| 28 febbraio 1970                       | Whistler               | Canada         |                     | SL    | Alain Penz       | Gustav Thöni         | Patrick Russel    |
| 6 marzo 1970                           | Heavenly Valley        | Stati Uniti    |                     | SL    | Alain Penz       | Rick Chaffee         | Heini Messner     |
| 8 marzo 1970                           | Heavenly Valley        | Stati Uniti    |                     | GS    | Patrick Russel   | Werner Bleiner       | Karl Schranz      |
| 13 marzo 1970                          | Voss                   | Norvegia       |                     | GS    | Werner Bleiner   | Jean-Noël Augert     | Karl Schranz      |
| 15 marzo 1970                          | Voss                   | Norvegia       | Bavallen            | SL    | Patrick Russel   | Jean-Noël Augert     | Henri Bréchu      |

Legenda:

DH = discesa libera

GS = slalom gigante

SL = slalom speciale

### Classifiche

#### Generale

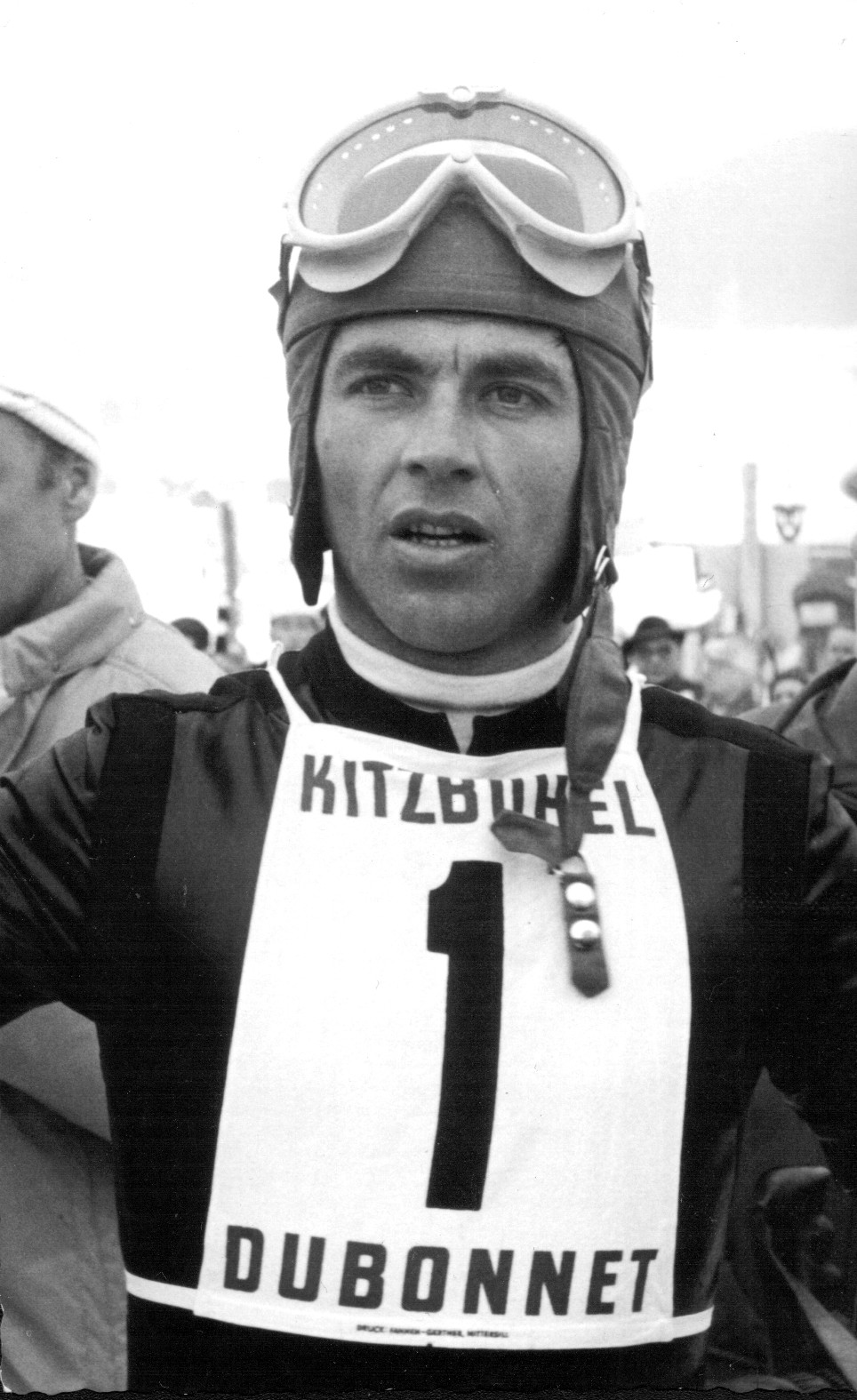
Karl Schranz

Michèle Jacot nel 1970

| Pos. | Nome             | Nazione  | Punti |
| ---- | ---------------- | -------- | ----- |
| 1    | Karl Schranz     | Austria  | 148   |
| 2    | Patrick Russel   | Francia  | 145   |
| 3    | Gustav Thöni     | Italia   | 140   |
| 4    | Jean-Noël Augert | Francia  | 120   |
| 5    | Alain Penz       | Francia  | 119   |
| 6    | Dumeng Giovanoli | Svizzera | 116   |
| 7    | Werner Bleiner   | Austria  | 83    |
| 8    | Henri Duvillard  | Francia  | 81    |
| 8    | Heini Messner    | Austria  | 81    |
| 10   | Karl Cordin      | Austria  | 65    |

#### Discesa libera
| Pos. | Nome            | Nazione        | Punti |
| ---- | --------------- | -------------- | ----- |
| 1    | Karl Cordin     | Austria        | 65    |
| 1    | Karl Schranz    | Austria        | 65    |
| 3    | Henri Duvillard | Francia        | 55    |
| 4    | Malcolm Milne   | Australia      | 48    |
| 5    | Bernard Orcel   | Francia        | 37    |
| 5    | Bernhard Russi  | Svizzera       | 37    |
| 5    | Franz Vogler    | Germania Ovest | 37    |

#### Slalom gigante
| Pos. | Nome             | Nazione  | Punti |
| ---- | ---------------- | -------- | ----- |
| 1    | Gustav Thöni     | Italia   | 75    |
| 2    | Dumeng Giovanoli | Svizzera | 70    |
| 2    | Patrick Russel   | Francia  | 70    |
| 4    | Werner Bleiner   | Austria  | 65    |
| 4    | Karl Schranz     | Austria  | 65    |

#### Slalom speciale
| Pos. | Nome             | Nazione | Punti |
| ---- | ---------------- | ------- | ----- |
| 1    | Alain Penz       | Francia | 75    |
| 1    | Patrick Russel   | Francia | 75    |
| 3    | Jean-Noël Augert | Francia | 70    |
| 4    | Gustav Thöni     | Italia  | 65    |
| 5    | Henri Bréchu     | Francia | 60    |

## Donne

### Risultati
| Data                                   | Località                | Nazione        | Pista           | Spec. | Prima                 | Seconda                   | Terza                 |
| -------------------------------------- | ----------------------- | -------------- | --------------- | ----- | --------------------- | ------------------------- | --------------------- |
| 10 dicembre 1969                       | Val-d'Isère             | Francia        |                 | GS    | Françoise Macchi      | Barbara Cochran           | Michèle Jacot         |
| 12 dicembre 1969                       | Val-d'Isère             | Francia        |                 | SL    | Michèle Jacot         | Barbara Cochran           | Florence Steurer      |
| 19 dicembre 1969                       | Lienz                   | Austria        |                 | GS    | Judy Nagel            | Michèle Jacot             | Barbara Cochran       |
| 20 dicembre 1969                       | Lienz                   | Austria        |                 | SL    | Judy Nagel            | Ingrid Lafforgue          | Bernadette Rauter     |
| 3 gennaio 1970                         | Oberstaufen             | Germania Ovest | Hündle          | SL    | Bernadette Rauter     | Isabelle Mir              | Françoise Macchi      |
| 4 gennaio 1970                         | Oberstaufen             | Germania Ovest | Hündle          | GS    | Michèle Jacot         | Françoise Macchi          | Barbara Cochran       |
| 6 gennaio 1970                         | Grindelwald             | Svizzera       | Alphubel        | SL    | Michèle Jacot         | Betsy Clifford            | Marilyn Cochran       |
| 9 gennaio 1970                         | Grindelwald             | Svizzera       | First           | DH    | Isabelle Mir          | Annie Famose              | Florence Steurer      |
| 13 gennaio 1970                        | Badgastein              | Austria        |                 | SL    | Ingrid Lafforgue      | Betsy Clifford            | Dominique Mathieux    |
| 15 gennaio 1970                        | Badgastein              | Austria        | Graukogel       | DH    | Isabelle Mir          | Florence Steurer          | Michèle Jacot         |
| 17 gennaio 1970                        | Maribor                 | Jugoslavia     |                 | GS    | Annemarie Moser-Pröll | Florence Steurer          | Barbara Cochran       |
| 18 gennaio 1970                        | Maribor                 | Jugoslavia     | Bellevue        | SL    | Barbara Cochran       | Britt Lafforgue           | Bernadette Rauter     |
| 22 gennaio 1970                        | Saint-Gervais-les-Bains | Francia        |                 | SL    | Kiki Cutter           | Ingrid Lafforgue          | Florence Steurer      |
| 24 gennaio 1970                        | Saint-Gervais-les-Bains | Francia        |                 | GS    | Françoise Macchi      | Annemarie Moser-Pröll     | Judy Nagel            |
| 30 gennaio 1970                        | Garmisch-Partenkirchen  | Germania Ovest | Kandahar        | DH    | Françoise Macchi      | Wiltrud Drexel            | Michèle Jacot         |
| 1º febbraio 1970                       | Abetone                 | Italia         | Stucchi         | GS    | Britt Lafforgue       | Marie-France Jean-Georges | Judy Nagel            |
| 2 febbraio 1970                        | Abetone                 | Italia         |                 | SL    | Ingrid Lafforgue      | Judy Nagel                | Dominique Mathieux    |
| Campionati mondiali di sci alpino 1970 |                         |                |                 |       |                       |                           |                       |
| 11 febbraio 1970                       | Val Gardena             | Italia         | Cir             | DH    | Annerösli Zryd        | Isabelle Mir              | Annemarie Moser-Pröll |
| 13 febbraio 1970                       | Val Gardena             | Italia         | Ronc            | SL    | Ingrid Lafforgue      | Barbara Cochran           | Michèle Jacot         |
| 14 febbraio 1970                       | Val Gardena             | Italia         | Ciampinoi       | GS    | Betsy Clifford        | Ingrid Lafforgue          | Françoise Macchi      |
| 21 febbraio 1970                       | Jackson Hole            | Stati Uniti    | Rendezvous Peak | DH    | Isabelle Mir          | Annie Famose              | Michèle Jacot         |
| 22 febbraio 1970                       | Jackson Hole            | Stati Uniti    |                 | SL    | Ingrid Lafforgue      | Barbara Cochran           | Betsy Clifford        |
| 27 febbraio 1970                       | Whistler                | Canada         |                 | GS    | Michèle Jacot         | Marilyn Cochran           | Judy Nagel            |
| 1º marzo 1970                          | Whistler                | Canada         |                 | SL    | Ingrid Lafforgue      | Britt Lafforgue           | Betsy Clifford        |
| 12 marzo 1970                          | Voss                    | Norvegia       |                 | GS    | Ingrid Lafforgue      | Wiltrud Drexel            | Annemarie Moser-Pröll |
| 14 marzo 1970                          | Voss                    | Norvegia       | Bavallen        | SL    | Rosi Mittermaier      | Florence Steurer          | Britt Lafforgue       |

Legenda:

DH = discesa libera

GS = slalom gigante

SL = slalom speciale

### Classifiche

#### Generale
| Pos. | Nome                  | Nazione     | Punti |
| ---- | --------------------- | ----------- | ----- |
| 1    | Michèle Jacot         | Francia     | 180   |
| 2    | Françoise Macchi      | Francia     | 145   |
| 3    | Florence Steurer      | Francia     | 133   |
| 4    | Ingrid Lafforgue      | Francia     | 132   |
| 5    | Barbara Cochran       | Stati Uniti | 120   |
| 6    | Annemarie Moser-Pröll | Austria     | 110   |
| 7    | Betsy Clifford        | Canada      | 101   |
| 8    | Isabelle Mir          | Francia     | 100   |
| 9    | Britt Lafforgue       | Francia     | 87    |
| 10   | Annie Famose          | Francia     | 81    |

#### Discesa libera
| Pos. | Nome             | Nazione | Punti |
| ---- | ---------------- | ------- | ----- |
| 1    | Isabelle Mir     | Francia | 75    |
| 2    | Annie Famose     | Francia | 48    |
| 3    | Florence Steurer | Francia | 46    |
| 4    | Michèle Jacot    | Francia | 45    |
| 5    | Françoise Macchi | Francia | 44    |

#### Slalom gigante
| Pos. | Nome                  | Nazione     | Punti |
| ---- | --------------------- | ----------- | ----- |
| 1    | Michèle Jacot         | Francia     | 70    |
| 1    | Françoise Macchi      | Francia     | 70    |
| 3    | Annemarie Moser-Pröll | Austria     | 60    |
| 4    | Barbara Cochran       | Stati Uniti | 55    |
| 5    | Judy Nagel            | Stati Uniti | 53    |

#### Slalom speciale
| Pos. | Nome              | Nazione     | Punti |
| ---- | ----------------- | ----------- | ----- |
| 1    | Ingrid Lafforgue  | Francia     | 75    |
| 2    | Barbara Cochran   | Stati Uniti | 65    |
| 2    | Michèle Jacot     | Francia     | 65    |
| 4    | Betsy Clifford    | Canada      | 58    |
| 4    | Britt Lafforgue   | Francia     | 58    |
| 4    | Bernadette Rauter | Austria     | 58    |